# Lucille Teasdale
Lucille Teasdale (Montréal, 30 gennaio 1929 – Besana in Brianza, 1º agosto 1996) è stata un medico canadese che scelse di lavorare in un ospedale in Uganda per la maggior parte della propria vita.

## Biografia

### Infanzia e studi
Lucille Teasdale nacque a Montréal il 30 gennaio 1929, quarta di sette figli, da una famiglia della media borghesia canadese. Crebbe educata in un collegio gestito da religiose. Si iscrisse alla facoltà di Medicina dell'Università di Montréal nel 1950.
Si laureò con lode nel 1955 e per ottenere la specializzazione in chirurgia, riuscì ad essere ammessa presso l'Hôspital Sainte Justine pour les Enfantes di Montréal. Giunta al termine dei sei anni di internato, avrebbe dovuto sostenere un esame finale a patto di effettuare uno stage in un ospedale estero; fece numerose domande presso diversi ospedali statunitensi che la rifiutarono perché donna, secondo il suo biografo Michel Arseneault. Fu tuttavia a Montréal che conobbe un giovane medico italiano, il dottor Piero Corti, che si trovava in Canada per conseguire la sua terza specializzazione in pediatria, dopo quella in radiologia e neuropsichiatria.

### La decisione
Nel settembre 1960 intraprese una crociera che l'avrebbe condotta in Francia, all'ospedale de la Conception.
Non condivideva il sistema adottato dalla medicina canadese e soprattutto le sembrava immorale il fatto che esistesse una medicina privata e una pubblica.
Proprio a Marsiglia il dottor Corti le aveva chiesto di partire con lui per fare il chirurgo in Africa e lei aveva accettato. Lo avrebbe aiutato per un paio di mesi a mettere in piedi un reparto di chirurgia nell'ospedale di Lacor, un piccolo villaggio della tribù acholi a 11 km da Gulu, cittadina dove erano giunti dopo l'atterraggio a Entebbe, guidati da Fratel Toni Biasin, un missionario comboniano che aveva mostrato loro il dispensario gestito da suore comboniane in veste di infermiere e levatrici.
Era costituito soltanto da un ambulatorio e una quarantina di posti letto per un reparto di maternità e lì ella il 10 giugno 1961 effettuò la sua prima operazione, un taglio cesareo basso.
Lucille e Piero si sposarono nella cappella del piccolo ospedale il 5 dicembre 1961 e il 17 novembre 1962 nacque la loro figlia, Dominique.

### L'attività

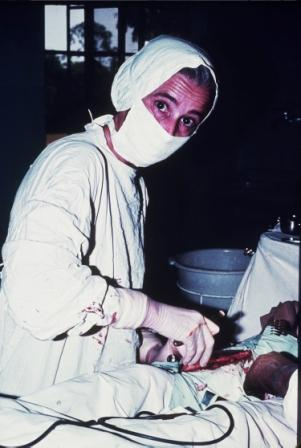
Lucille Teasdale in sala operatoria

Il suo operato di medico e chirurgo fu intenso, coniugando l'attività sanitaria all'opera di educazione della popolazione autoctona.
Formare coloro che prenderanno il nostro posto era uno dei suoi principi.
Si distinse in particolare nell'istruzione delle madri della tribù acholi, le quali, vittime della superstizione e dell'ignoranza, facevano morire i loro bambini di ebino, un'infezione che colpisce la gengiva inferiore, rivolgendosi dapprima agli stregoni e solo in seguito ai medici.
Un anno dopo il loro arrivo in Uganda l'ex protettorato inglese raggiunse l'indipendenza il 9 ottobre 1962; seguirono anni di aspri scontri che videro l'avvicendarsi di dittatori come Milton Obote e Amin Dada.
Si stima che, tra il 1971 e il 1979 le vittime furono più di 300.000. Durante la guerra civile l'ospedale fu inondato da ugandesi feriti negli scontri e la Teasdale, per poter compensare la mancanza di personale, si trovò ad operare per parecchie ore al giorno.
Continuò a lavorare presso l'ospedale per 34 anni, eseguendo circa 13000 interventi chirurgici di ogni genere. Nel 1979 operò il suo primo innesto osseo per scorrimento a un soldato ferito, per evitare ogni amputazione.

### La malattia e i disastri della guerra
Fu proprio durante un intervento chirurgico che ella contrasse il virus dell'HIV, ancora poco conosciuto, spesso confuso con il "mal sottile" per i sintomi che avevano in comune.
Iniziò a non stare bene, si ammalava molto frequentemente: febbri, tosse persistente, mughetto, Herpes Zoster e soprattutto subì un dimagrimento notevole.
Non appena fu certa della causa delle continue malattie che la colpivano, lo rivelò al marito, che decise di farla visitare da uno specialista, il dottor Anthony Pinching, immunologo di fama internazionale che operava a Londra, che rivelò a Lucille di avere un paio di anni di vita ancora, visto il progredire incessante della malattia.
Tuttavia, nonostante le sofferenze dovute alle molteplici patologie tipiche della sindrome nella fase conclamata, riconosciute e classificate dall'OMS, continuò a lavorare nell'ambulatorio circa 7 ore al giorno, ricorrendo nelle fasi più acute della malattia a cure intensive presso l'ospedale San Raffaele di Milano. Malgrado le sue condizioni di salute riuscì, insieme al marito, a fare in modo che le attività ospedaliere proseguissero e non si inceppassero nella macchina della burocrazia, anzi il Lacor divenne un centro sempre più specializzato nell'ambito dell'AIDS grazie all'aiuto del dott.Carswell, professore di Makerere, uno dei più noti specialisti di tale sindrome in Africa.
Trascorso qualche anno l'Uganda sarebbe diventata il primo Paese ad avere un programma di prevenzione Aids Control Programme, anche se la guerra che continuava a infierire nel Nord contribuiva alla diffusione del virus in modo preoccupante.
Le sorti dell'ospedale erano sempre più in bilico: risulta dal suo diario che nel 1988 il St. Mary's fu saccheggiato ben sette volte in quattro mesi.

### Ultimi anni, riconoscimenti
(Rita Levi-Montalcini)
Il loro continuo lavoro in Uganda, con un ospedale capace di 465 posti letto, fece sì che la Teasdale venisse nominata nell'aprile del 1991 membro onorario del The Royal College of Physicians and Surgeons of Canada ad Ottawa da parte del governatore generale Roy Hnatyshyn.
Il 22 giugno 1995 ricevette la decorazione di Grand'Ufficiale dell'Ordine nazionale del Québec dal primo ministro Jacques Parizeau, mentre l'Accademia dei Lincei in Italia assegnava il premio Feltrinelli all'ospedale di Lacor definito come "un'iniziativa eccezionale di grande valore morale e umanitario".
Ricevette poi un "premio d'eccellenza" dal Centro Internazionale per la causa africana di Montréal e le arrivò una lettera dalle Nazioni Unite che esprimeva felicitazioni per il suo operato.
Nel 1987 ricevette una lettera che la informava di essere stata nominata membro onorario dall'Associazione medica del Quebec ed era la prima donna ad ottenere tale onore.
Vinta da forti sofferenze -pesava solo 33 chili- morì a Besana in Brianza, dove si era trasferita nell'ultimo periodo, il 1º agosto 1996, all'età di 67 anni.
Nel 2001 diventa membro del Canadian Medical Hall of Fame.

## Film
Delle sue vicende insieme a Corti è stato tratto un film Rai di coproduzione internazionale, Il sogno di una vita, con Massimo Ghini e Marina Orsini (2001).